# Herz-Jesu-Kirche (Münsterbusch)

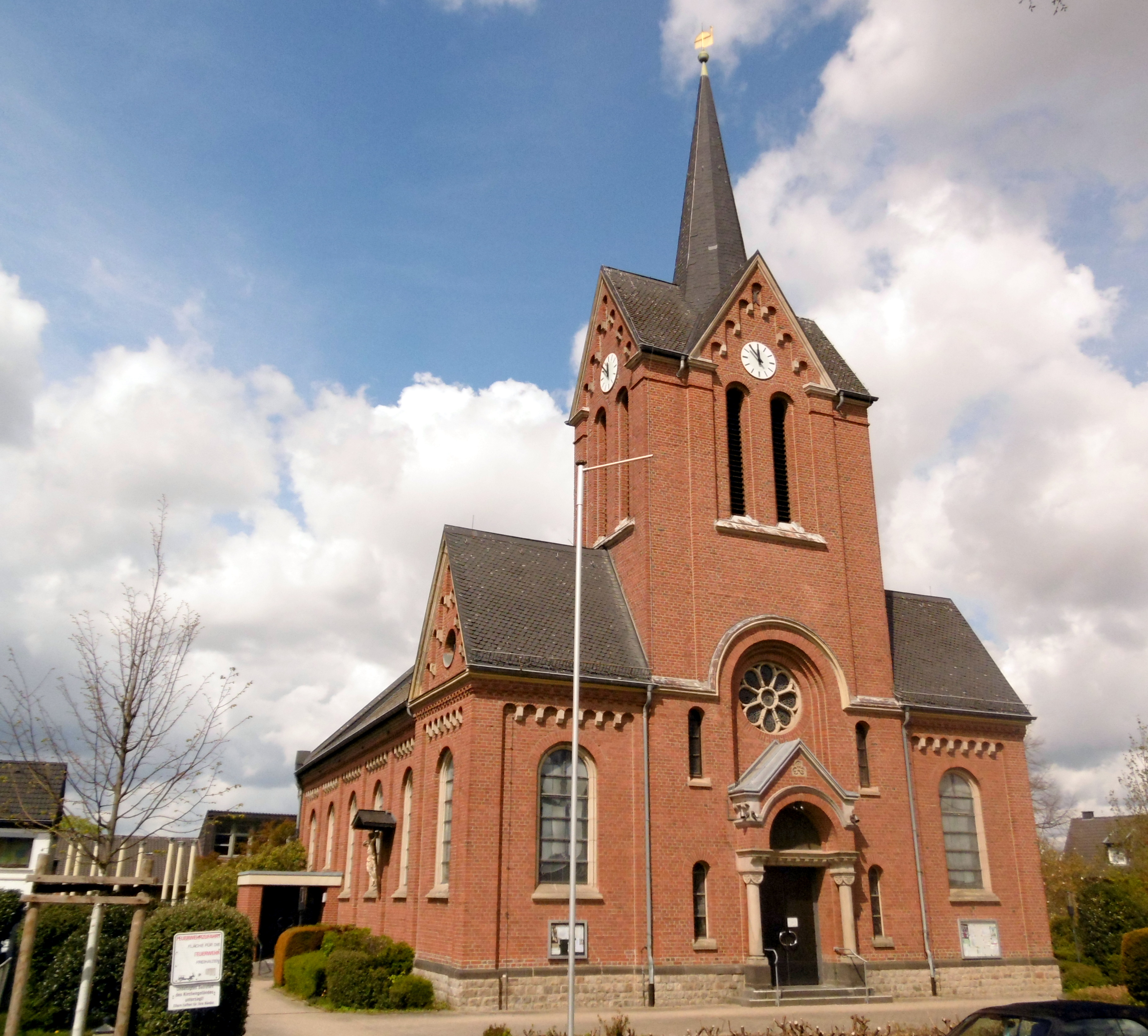
Herz-Jesu-Kirche in Münsterbusch

Die Herz-Jesu-Kirche ist eine römisch-katholische Filialkirche im Stolberger Stadtteil Münsterbusch in der Städteregion Aachen in Nordrhein-Westfalen.
Die Kirche ist dem Heiligsten Herzen Jesu geweiht und eine Filialkirche der zum 1. Januar 2010 gegründeten Großpfarre St. Lucia Stolberg.

## Lage
Das Kirchengebäude liegt in der Ortsmitte von Münsterbusch an der Prämienstraße. Das Gotteshaus ist nicht wie sonst üblich in Richtung Osten ausgerichtet, sondern Richtung Westen.

## Geschichte
Münsterbusch gehörte immer zur Pfarre St. Hubertus Büsbach und verfügte selber über keine eigene Kirche. Da im 19. Jahrhundert Zink- und Glashütten in Münsterbusch entstanden, wuchs die Bevölkerung schnell an. Ende des 19. Jahrhunderts war die Bevölkerung schließlich schon um das Zehnfache angewachsen. Auf Initiative der St.-Heinrich-Schützenbruderschaft Münsterbusch wurde 1887 ein Kirchbauverein gegründet, der nun Geld zum Bau einer Kirche sammelte. 1900 reichte das Geld aus, um mit dem Bau der Kirche beginnen zu können. 1901 wurde Münsterbusch zum Rektorat innerhalb der Pfarre Büsbach erhoben, wodurch nun vermögensrechtliche Selbstständigkeit bestand. Bereits vier Jahre später, am 1. Oktober 1905 wurde das Rektorat zur eigenständigen Pfarrei erhoben und vollständig von der Mutterkirche Büsbach abgetrennt.
Die Pfarre Münsterbusch wurde nach 105 Jahren ihres Bestehens zum 1. Januar 2010 im Zuge der Umstrukturierungsmaßnahmen des Bistums Aachen aufgelöst und mit den ebenfalls aufgelösten Pfarren St. Sebastian Atsch, St. Franziskus Stolberg, St. Lucia Stolberg, St. Hermann Josef Liester, St. Josef Donnerberg und St. Mariä Himmelfahrt Stolberg-Mühle zur neuen Großpfarre St. Lucia Stolberg fusioniert.

## Baugeschichte
Die heutige Kirche ist das erste Kirchengebäude von Münsterbusch, zuvor besaß der Ort kein eigenes Gotteshaus. Die Grundsteinlegung fand am 29. Juni 1900 statt und bis Mitte des Jahres 1901 war das Gotteshaus fertiggestellt, sodass am 11. August 1901 die erste Heilige Messe gelesen werden konnte. Die Baupläne schuf der Aachener Architekt Heinrich van Kann.
Im Zweiten Weltkrieg wurde die Kirche beschädigt. Diese Schäden konnten bis 1949 behoben werden.
Von 1979 bis 1980 wurde die Kirche nach Plänen des Aachener Architekten Matthias Kleuters radikal umgestaltet. Dabei wurde der Innenraum komplett entkernt. So wurden die Gewölbe abgerissen und die tragenden Säulen der Gewölbe abgetragen. Anschließend wurde eine hölzerne Decke eingezogen. Der Chor wurde vom Kirchenschiff durch eine Mauer abgetrennt und zur Sakristei umgebaut. Der Altar wurde vor die nördliche Längswand des Kirchenschiffs versetzt und die Kirchenbänke im Halbkreis um den Altar aufgestellt. Dadurch erhielt der Innenraum seine heutige moderne Form. Das Äußere der Kirche blieb bei den Umbaumaßnahmen unverändert erhalten. Die feierliche Einweihung mit Weihe des neuen Altars fand am 5. Oktober 1980 statt.

## Baubeschreibung
Herz Jesu ist eine flachgedeckte Backsteinhalle in fünf Achsen im Baustil der Neuromanik. Bis zum radikalen Umbau des Inneren war das Kirchenschiff dreischiffig und überwölbt. Der dreigeschossige Glockenturm ist eingezogen und befindet sich an der Ostseite des Bauwerks. Im Westen befindet sich der alte fünfseitig geschlossene Chor, der seit dem Umbau als Sakristei genutzt wird. Im Inneren ist die Kirche von der Moderne geprägt, im Außenbau ist noch klar der neuromanische Baustil der Kirche erkennbar. Den Gläubigen stehen insgesamt 200 Sitzplätze zur Verfügung.

## Ausstattung
Im Innenraum befindet sich eine moderne Ausstattung, die größtenteils im Zuge der Neugestaltung 1979/80 angeschafft worden ist. Der Zelebrationsaltar besteht aus Marmor und wurde nach einem Entwurf von Matthias Kleuters 1980 angefertigt. Das Sakramentshaus mit Tabernakel ist eine Arbeit des Kohlscheider Künstlers Peter Bücken aus 1980. Er schuf auch den Ambo und das Kreuz im Altarraum.
Die meisten Buntglasfenster schuf der Alsdorfer Glasmaler Ludwig Schaffrath. Die abstrakt gehaltenen Fenster symbolisieren zum Teil Leben und Hoffnung, Umkehr, die vier Elemente und den Mond. Der andere Teil der Fenster symbolisiert Rohstoffe, welche teilweise in Münsterbusch in früherer Zeit abgebaut worden sind: Eisen, Kupfer, Schalenblende, Bergkristall und Silber. 
Die Fenster an den Eingängen sowie die Rosette im Turm sind Werke von Josef Höttges aus dem Jahr 1951. Diese figürlich gehaltenen Fenster zeigen den hl. Erzengel Raphael, den hl. Christophorus und ein Ornament (Rosette).

## Pfarrer
Folgende Priester wirkten bis zur Auflösung der Pfarre 2010 an Herz Jesu als Pfarrer:
| von – bis | Name                 |
| --------- | -------------------- |
| 1901–1928 | Heinrich Foxius      |
| 1928–1946 | Hubert Frissen       |
| 1946–1973 | Karl Scheidt         |
| 1973–1988 | Franz Schleiermacher |
| 1989–2002 | Hugo Werr            |